# Journal of Chromatography B
Journal of Chromatography B es una revista científica revisada por pares que publica trabajos de investigación en química analítica, con un enfoque específico sobre aspectos fundamentales y aplicados de la ciencia de la separación de las mezclas e identificación de sustancias en biología y bioquímica. 
De acuerdo con el Journal Citation Reports, esta publicación tiene un factor de impacto de 2,729 en 2014.
Actualmente, los editores de la revista son R. P. H. Bischoff (Universidad de Groningen, Países Bajos), D. S. Hage (Universidad de Lincoln, Estados Unidos), G. Hopfgartner (Universidad de Ginebra, Suiza), H. T. Karnes (Universidad de Richmond, Estados Unidos), D. K. Lloyd (Universidad de Brisbane, Australia) et G. Xu (Universidad de Dalian, China).

## Historia
A lo largo de su historia, la revista ha cambiado de nombre:
- Journal of Chromatography B: Biomedical Sciences and Applications, (1958-2001) ISSN 0378-4347[3]
- Journal of Chromatography B (2002-) ISSN 1570-0232